# Брукстон (Минесота)
Брукстон (енгл. Brookston) град је у америчкој савезној држави Минесота.

## Демографија
По попису из 2010. године број становника је 141, што је 43 (43,9%) становника више него 2000. године.
| Група             | 2000.      | 2010.       |
| Белци             | 80 (81,6%) | 105 (74,5%) |
| Афроамериканци    | 1 (1,0%)   | 10 (7,1%)   |
| Азијати           | 0 (0,0%)   | 0 (0,0%)    |
| Хиспаноамериканци | 1 (1,0%)   | 0 (0,0%)    |
| Укупно            | 98         | 141         |